# RMF Maxx

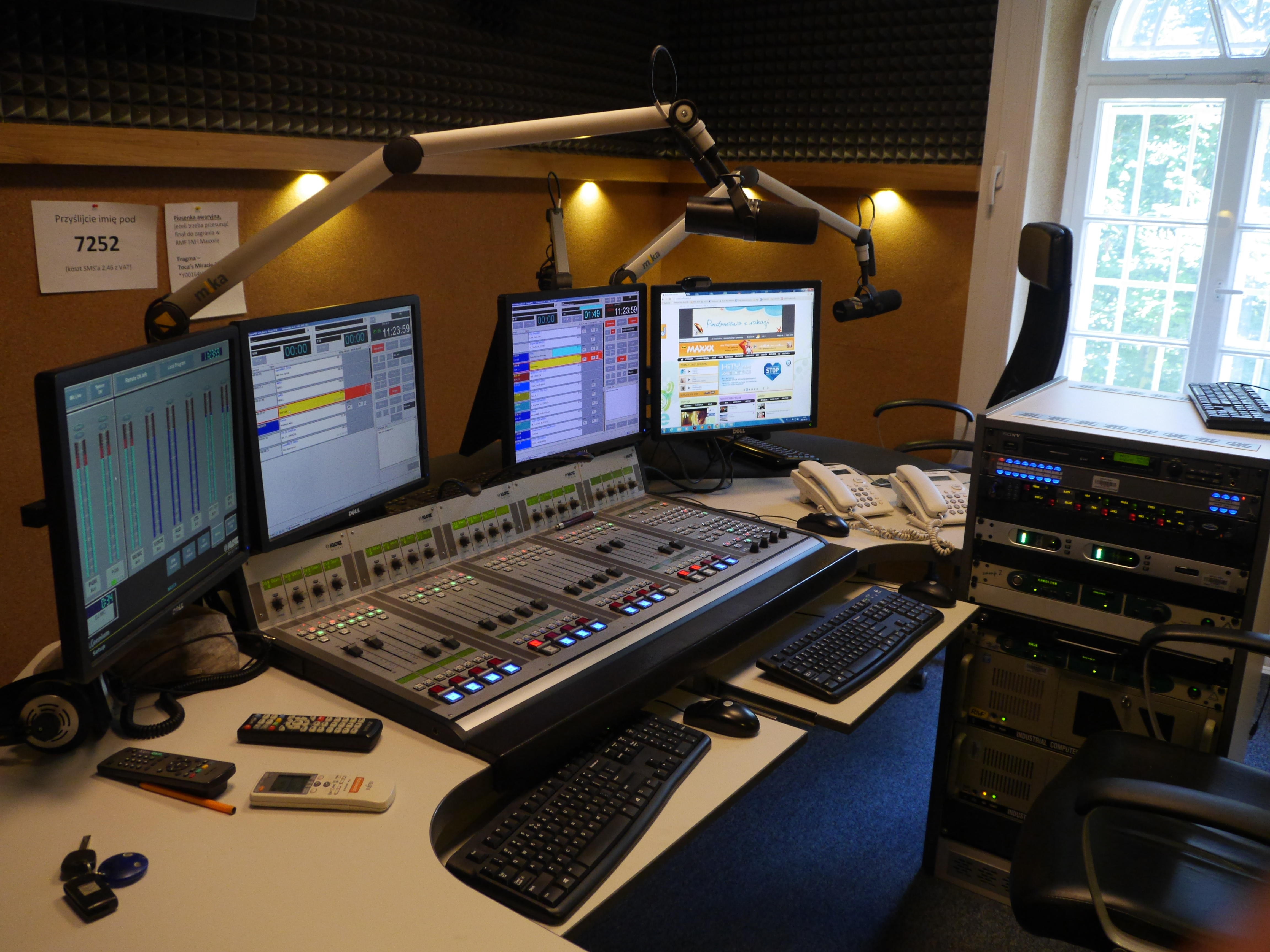
Studio radiowe RMF MAXX

RMF MAXX (do 27 września 2022 roku RMF MAXXX) – komercyjna stacja radiowa, z siedzibą w Krakowie, należąca do Grupy RMF wchodzącej w skład koncernu medialnego Bauer.
Pierwsza rozgłośnia rozpoczęła nadawanie 27 września 2004 roku o godzinie 5:00. Powstała na bazie krakowskiego Radia Region, będącego kontynuatorem zamkniętego przed laty przez KRRiT Radia Blue FM.
Grupą docelową sieci są głównie ludzie młodzi w wieku 18–34 lat. Radio kształtuje swój nowoczesny, aktywny i modny wizerunek.

## Nadawanie

### Lokalizacje stacji nadawczych
Przejmowanie lokalnych rozgłośni radiowych pozwoliło na szybkie przekształcenie stacji z lokalnej krakowskiej rozgłośni w ponadregionalną sieć.

#### Obecnie
| Nazwa rozgłośni                                                        | Lokalizacja stacji nadawczych | Uwagi                                                                                                   |
| ---------------------------------------------------------------------- | --- | --- |
| RMF MAXX Bydgoszcz                                                     | - Bydgoszcz/Osielsko – 106,1 MHz | byłe Radio GRA Bydgoszcz                                                                                |
| RMF MAXX Częstochowa                                                   | - Częstochowa (komin Zakł. Elektroenerg. Elsen) – 102,6 MHz | byłe Radio Fon                                                                                          |
| RMF MAXX Dolny Śląsk (dawniej RMF MAXXX Wałbrzych)                     | - Kłodzko (komin Fortum DZT) – 99,5 MHz - Wałbrzych/Góra Chełmiec – 101,1 MHz | byłe Radio BRW                                                                                          |
| RMF MAXX Inowrocław                                                    | - Inowrocław (ul. Nowa, wieża telefonii komórkowej) – 90,8 MHz | byłe Radio GRA Inowrocław                                                                               |
| RMF MAXX Kielce/Radom                                                  | - Kielce (komin EC Kielce) – 98 MHz - Kielce/Święty Krzyż (Łysa Góra) – 106,5 MHz - Końskie (wieża ciśnień) – 89,7 MHz - Pińczów (wieża telefonii komórkowej przy ulicy Przemysłowej) – 99,8 MHz - Włoszczowa (SLR Dobromierz) – 101,1 MHz (nadajnik oryginalnie znajdował się we Włoszczowie, gdzie został wyłączony z powodu protestów, po czym na podstawie tymczasowego pozwolenia radiowego został przeniesiony do Radomska i został wyłączony po wygaśnięciu pozwolenia, w 2022 roku KRRiT wydała zgodę na przeniesienie nadajnika do Dobromierza, gdzie został uruchomiony 29 czerwca 2022) | byłe Radio Tak FM                                                                                       |
| RMF MAXX Konin                                                         | - Konin (wieżowiec dawnego Hotelu Sonata) – 95,8 MHz | byłe Radio Konin                                                                                        |
| RMF MAXX Kraków                                                        | - Kraków (maszt przy ul. Malczewskiego) – 96,7 MHz | byłe Radio Region (Kraków)                                                                              |
| RMF MAXX Krosno                                                        | - Czarnorzeki/Krosno/Sucha Góra – 97,6 MHz | od końca marca 2011; częstotliwość ta była wykorzystywana do 29 grudnia 2003 przez Radio Fakty (Krosno) |
| RMF MAXX Lubuskie (dawniej RMF MAXXX Zielona Góra)                     | - Zielona Góra (stary browar przy ul. Kożuchowskiej) – 101,7 MHz - Gorzów Wielkopolski (Komin b. C Niemcewicza) – 94,9 MHz | byłe Radio Blue FM (Zielona Góra)                                                                       |
| RMF MAXX Mazowsze (Dawniej RMF MAXXX Ciechanów) siedziba w Ciechanowie | - Ciechanów (przy ul. Monte Cassino) – 89,6 MHz - Mława/Szydłówek – 88,4 MHz - Płońsk (przy ul. Grunwaldzkiej) – 90,2 MHz | |
| RMF MAXX Nowy Sącz                                                     | - Krynica-Zdrój (Góra Parkowa) – 104,6 MHz - Nowy Sącz/Męcina/Góra Wysokie – 104,6 MHz | byłe Radio Galicja                                                                                      |
| RMF MAXX Oleśnica                                                      | - Oleśnica (komin ZNTK Oleśnica) – 96 MHz | |
| RMF MAXX Opole                                                         | - Opole (komin ECO) – 102 MHz | byłe Radio Pro Kolor                                                                                    |
| RMF MAXX Piła                                                          | - Piła (Staszyce) – 104,1 MHz | byłe Radio 100                                                                                          |
| RMF MAXX Podlasie siedziba w Białymstoku (wcześniej w Łomży)           | - Białystok (komin Ciepłowni Zachód) – 97,5 MHz - Łomża (Szosa Zambrowska) – 97,5 MHz | byłe Radio BAB                                                                                          |
| RMF MAXX Pomorze siedziba w Słupsku                                    | - Słupsk/Bierkowo – 91,5 MHz - Bytów (przy ul. Przemysłowej) – 101,2 MHz - Lębork/Czarnówko – 102,9 MHz - Darłowo (przy ul. Lotników Morskich) – 103,9 MHz - Koszalin (Góra Chełmska) – 99,7 MHz - Kwidzyn (wieża ciśnień) – 88,6 MHz - Rewal/Lędzin – 97,2 MHz | byłe Radio Vigor FM                                                                                     |
| RMF MAXX Poznań                                                        | - Poznań (komin EC Karolin) – 93,5 MHz | byłe Radio Kiss FM                                                                                      |
| RMF MAXX Szczecin                                                      | - Szczecin (budynek Pazim Center) – 98,4 MHz | byłe Radio ABC                                                                                          |
| RMF MAXX Śląsk siedziba w Katowicach                                   | - Zabrze (komin EC Zabrze) – 88,1 MHz | byłe Radio Fan                                                                                          |
| RMF MAXX Tomaszów Mazowiecki                                           | - Tomaszów Mazowiecki (Komin b.ZWCH Wistom) - 88,4 MHz | |
| RMF MAXX Trójmiasto siedziba w Sopocie                                 | - Gdańsk (komin EC Gdańsk II) – 96,4 MHz - Gdynia (Oksywie) – 106,7 MHz | byłe Radio Eska Nord                                                                                    |
| RMF MAXX Warszawa (Dawniej RMF MAXXX Mazowsze)                         | - Warszawa/PKiN – 95,8 MHz | byłe Rock Radio Mazowsze                                                                                |
| RMF MAXX Włocławek                                                     | - Włocławek (Zawiśle) – 89,2 MHz | byłe Radio GRA Włocławek                                                                                |

#### Dawniej
| Nazwa rozgłośni  | Lokalizacja stacji nadawczych    | Uwagi                                       |
| ---------------- | -------------------------------- | ------------------------------------------- |
| RMF MAXX Wrocław | - Wrocław (DS Kredka) – 95,1 MHz | byłe Radio Aplauz obecnie Radio GRA Wrocław |

RMF MAXX obecnie nie posiada stacji nadawczych w województwach: lubelskim i warmińsko-mazurskim, jednak odbiór w pierwszym województwie jest możliwy w niektórych miejscach ze względu na częstotliwości 95,8 MHz (Warszawa) i 106,5 MHz (Kielce).

### Powielanie częstotliwości
Ostatnimi laty RMF MAXX poszerza zasięg nadawania głównie powielając częstotliwości z najbliższych miejscowości do których został zarejestrowany odbiór. W 2010 tym sposobem RMF MAXX powieliło sygnał z Łomży na Białystok. W maju 2012 radio RMF MAXX powieliło częstotliwość 96,7 MHz RON Kraków na nadajnik w Tarnowie oraz częstotliwość 101,7 MHz nadajnika w Zielonej Górze na nadajnik w Gorzowie Wielkopolskim 16 lipca 2012 powielono częstotliwość 97,6 MHz nadajnika w Czarnorzekach na nadajnik w Rzeszowie (RTON Baranówka). Odbywa się to bez konieczności udziału w ogłaszanych przez KRRiT konkursach. W listopadzie 2012 roku powielono częstotliwość 106,7 MHz nadajnika w Gdyni (RMF MAXX Trójmiasto) na nadajnik w Elblągu. 12 czerwca 2013 w Gorzowie i Tarnowie, a 3 lipca 2013 w Rzeszowie i Elblągu wyłączono nadajniki ze względu na brak pozwoleń na powielenie.

### Rozszczepienia lokalne
RMF MAXX stosuje rozszczepienie antenowe, dzięki którym oprócz programu wspólnego dla całej sieci, emitowane są również lokalne informacje i reklamy. Zarówno wspólne pasmo, jak i lokalne serwisy wraz z blokami reklamowymi przesyłane są do poszczególnych miast z centrali w Krakowie, ograniczając do minimum koszty działania lokalnych redakcji po przejętych stacjach. Wyłącznie w Poznaniu emitowano także program Klub FM prowadzony przez DJ-a Neevalda.

## Muzyka
Stacja emituje repertuar składający się z kilkudziesięciu najnowszych przebojów, czyli format contemporary hit radio. Grana jest głównie muzyka z gatunku pop oraz elektroniczna muzyka taneczna (muzyka klubowa) – głównie z gatunków: dance(epic house, euro house, vocal trance) i house, a także muzyka z gatunku hip-hop & R&B i niekiedy także utwory rockowe. Na antenie pojawiają się też nieco starsze piosenki. W nocnym paśmie dominują utwory produkcji krajowej. Utworem zagranym po raz pierwszy w historii przez RMF MAXXX była piosenka wykonana przez Chada Kroegera – „Hero”.

## RMF MAXXX TV
W październiku 2006 rozpoczęła się testowa emisja internetowej wersji RMF Maxxx TV. Był to przekaz wideo zsynchronizowany z anteną radiową – internauci mieli możliwość oglądania teledysków do emitowanych w radiu utworów, jak również obserwować pracę prezenterów radia. Było to przedsięwzięcie nowatorskie na polskim rynku mediowym, spotykane już jednak w innych krajach europejskich.
Przekaz został zawieszony.
Na początku maja 2009 nadawca kanału złożył wniosek o koncesję na nadawanie drogą satelitarną do KRRiT. Koncesja została przyznana w październiku 2009. RMF Maxxx nadaje na platformach cyfrowych Cyfrowy Polsat i Cyfra + przez satelitę HotBird 3 w systemie niekodowanym.
Od lutego 2011 roku, przez pewien czas znowu była możliwość oglądania RMF Maxxx TV przez Internet z teledyskami, jednak ramówka była inna niż ramówka radia RMF Maxxx.

## Patronat mediowy
19 listopada 2010 Polski Związek Hokeja na Lodzie poinformował, że rozgłośnia RMF Maxx stała się wyłącznym patronem radiowym Polskiej Ligi Hokejowej. Umowę podpisano do końca sezonu 2010/11.